# Reinhardt Møbjerg Kristensen
Reinhardt Møbjerg Kristensen (født 6. december 1948) er en dansk biolog, der har specialiseret sig i hvirvelløse dyr. Han er kendt for opdagelsen af tre rækker af mikroskopiske dyr; Loricifera i 1983, Cycliophora i 1995 og Micrognathozoa i 2000. Han bliver også betragtet som en af verdens største eksperter inden for bjørnedyr. Hans seneste års forskningsarbejde har primært drejet sig om arktisk biologi.
Han er også kendt for at dokumentere dendrogramma, en hvirvelløs dyreart, der senere blev klassificeret som Siphonophorae af familien Rhodaliidae.

## Loricifera
Kristensen indsamlede de første korsetbærere i Roscoff, Frankrig, i 1970, men beskrev dem ikke før 1983.

## Cycliophora
Kristensen og Peter Funch opdagede Symbion pandora, i munden på norske hummere i 1995. Der blev senere fundet andre arter på andre type hummere.

## Micrognathozoa
Kristensen opdagede Limnognathia maerski, den første og hidtil eneste kendte art i gruppen, i en radioaktiv kilde på øen Disko i Grønland i 2000.

## Publikationer
- Heiner, I.; Kristensen, R.M. 2009: Urnaloricus gadi nov. gen. et nov. sp. (Loricifera, Urnaloricidae nov. fam.), an aberrant Loricifera with a viviparous pedogenetic life cycle. ISSN 0362-2525 Journal of morphology, 270(2): 129-153. doi:10.1002/jmor.10671
- Jørgensen, A. and Kristensen, R.M., 2001. A New Tanarctid Arthrotardigrade with Buoyant Bodies. Zoologischer Anzeiger, vol. 240, issue 3-4: 425-439.
- Kristensen, R.M., 1982. New Aberrant Eutardigrades from Homothermic Springs on Disko Island, West Greenland. Proceedings of the Third International Symposium on the Tardigrada, August 3–6, 1980, Johnson City, Tennessee, USA: 203-220.
- Kristensen, R.M. and Higgins, R.P., 1984. A New Family of Arthrotardigrada (Tardigrada: Heterotardigrada) from the Atlantic Coast of Florida, U.S.A. Transactions of the American Microscopical Society, vol. 103, no. 3: 295-311. , Abstract